# カッコ悪い I love you!
「カッコ悪い I love you!」（かっこわるい アイ・ラブ・ユー）は、日本の女性アイドルグループAKB48の派生ユニット・フレンチ・キスの楽曲。作詞は秋元康、作曲は黒須克彦が担当した。2011年5月11日にフレンチ・キスの3作目のシングルとしてavex entertainmentから発売された。
楽曲は、テレビアニメ『SKET DANCE』、ラジオ『フレンチ・キスのKissラジ! 〜あなたへのYell〜』のオープニングテーマとして使用されている。また、『SKET DANCE』第1話ではエンディングテーマとして使用された。なお、グループの楽曲がテレビアニメの主題歌として使用されるのは1枚目のシングル「ずっと 前から」から3作連続。楽曲自体はロックテイストが溢れるアップテンポの曲であり、詞は「素直になれない男心」を描いている。
楽曲のシングルCDは3種の初回生産限定盤（それぞれTYPE-A、B、Cと区別されている）、3種の通常盤（それぞれTYPE-A、B、Cと区別されている）、劇場盤の計7種類がリリースされた。劇場盤は12000枚の限定生産かつ販路限定盤で、サイト「キャラアニ.com」を通してリリースされた。「TYPE-A」の2種には本楽曲のミュージックビデオを収録したDVD、「TYPE-B」の2種にはカップリング曲の「君なら大丈夫」のミュージックビデオを収録したDVDが付属している。収録曲は3種の初回生産限定盤それぞれで異なっており、通常盤の3種の収録曲はそれぞれと同じタイプ名の初回生産限定盤と同一、劇場盤の収録曲は初回生産限定盤TYPE-Cと同一になっている。ジャケットのデザインは7種類すべて異なっている。3種の初回生産限定盤には、特典としてオリジナル・トレーディングカード（メンバーソロ3種・集合1種の計4種のうちランダムで1種。集合1種は3種のCDをあわせて約10000枚封入されており、イベント参加券が付属している）が封入されているほか、2ショットチェキ撮影イベント参加券が3種あわせて200枚のCDにランダムで封入されている。劇場盤にはメンバー個別握手会参加券が封入されている。
TYPE-A収録のカップリング曲「ぽっかり」は、独りで強くなろうと思いながらも、心の穴を埋められずにいる女心を描いたミディアムテンポの曲。TYPE-B収録の「君なら大丈夫」は、東日本大震災で被災した「被災地の復興」というメッセージが込められている応援ソング。TYPE-C収録の「世界の涙」は、「痛みを和らげる」というコンセプトで製作された楽曲。また、「君なら大丈夫」にもPVが製作されており、高橋尚子ら多数のスポーツ選手が出演している。
TYPE-Bに収録されている「君なら大丈夫」は、セブンネットショッピングのCMソングに起用されており、同曲でグループ初となるCM出演を果たしている。PVには、日本を代表するアスリートらが出演している。なおこの楽曲の着うた配信配信収益の一部は、「誰かのために」プロジェクトの一環として東日本大震災の義援金になり、日本赤十字社へ送られている。3人は「アイドルとして何が出来るか、何をすべきか」を考えに考えた末、これを実行に移したという。
キャッチコピーは「片思い中のみなさん、フレンチ・キスが味方です」。

## チャート成績
オリコン週間シングルチャートでは前作を上回る11.3万枚を売り上げ、前作同様初登場2位を記録した。派生ユニットによる初週10万枚突破はNot yet「週末Not yet」に次ぐ記録で、デビューから3作連続となるトップ5入りとなった。

## シングル収録トラック

### TYPE-A
「初回生産限定盤TYPE-A」「通常盤TYPE-A」ともに収録トラックは同一。
| 全編曲: 五十嵐“IGAO”淳一。 |                                           |           |           |       |
| #                          | タイトル                                  | 作詞      | 作曲      | 時間  |
| 1.                         | 「カッコ悪い I love you!」                | 秋元康    | 黒須克彦  | 4:05  |
| 2.                         | 「ぽっかり」(柏木由紀)                    | 秋元康    | 渡辺翔    | 4:39  |
| 3.                         | 「カッコ悪い I love you! (instrumental)」 |           | 黒須克彦  | 4:05  |
| 4.                         | 「ぽっかり (instrumental)」               |           | 渡辺翔    | 4:38  |
| 合計時間:                  | 合計時間:                                 | 合計時間: | 合計時間: | 17:27 |

| #  | タイトル                                 | 作詞 | 作曲・編曲 |
| -- | ---------------------------------------- | ---- | ---------- |
| 1. | 「「カッコ悪い I love you!」Music Clip」 |      |            |

### TYPE-B
「初回生産限定盤TYPE-B」「通常盤TYPE-B」ともに収録トラックは同一。
| #  | タイトル                                  | 作詞   | 作曲     | 編曲             | 時間 |
| -- | ----------------------------------------- | ------ | -------- | ---------------- | ---- |
| 1. | 「カッコ悪い I love you!」                | 秋元康 | 黒須克彦 | 五十嵐“IGAO”淳一 |      |
| 2. | 「君なら大丈夫」                          | 秋元康 | 川浦正大 | 酒井陽一         | 3:57 |
| 3. | 「カッコ悪い I love you! (instrumental)」 |        | 黒須克彦 | 五十嵐“IGAO”淳一 |      |
| 4. | 「君なら大丈夫 (instrumental)」           |        | 川浦正大 | 酒井陽一         |      |

| #  | タイトル                       | 作詞 | 作曲・編曲 |
| -- | ------------------------------ | ---- | ---------- |
| 1. | 「「君なら大丈夫」Music Clip」 |      |            |

### TYPE-C・劇場盤
「初回生産限定盤TYPE-C」「通常盤TYPE-C」「劇場盤」ともに収録トラックは同一。
| #  | タイトル                                  | 作詞   | 作曲     | 編曲             | 時間 |
| -- | ----------------------------------------- | ------ | -------- | ---------------- | ---- |
| 1. | 「カッコ悪い I love you!」                | 秋元康 | 黒須克彦 | 五十嵐“IGAO”淳一 |      |
| 2. | 「世界の涙」                              | 秋元康 | 早川暁雄 | 生田真心         | 4:13 |
| 3. | 「カッコ悪い I love you! (instrumental)」 |        | 黒須克彦 | 五十嵐“IGAO”淳一 |      |
| 4. | 「世界の涙 (instrumental)」               |        | 早川暁雄 | 生田真心         |      |